# 大沙里什
大沙里什是斯洛伐克的城鎮，位於該國東部，由普列索夫州負責管轄，面積25.73平方公里，海拔高度269米，2005年人口4,643，其中八成居民信奉羅馬天主教。

## 外部連結
- Official website（页面存档备份，存于）